# Stinkmålla
Stinkmålla (Chenopodium vulvaria) är en amarantväxtart som beskrevs av Carl von Linné. Enligt Catalogue of Life ingår Stinkmålla i släktet ogräsmållor och familjen amarantväxter, men enligt Dyntaxa är tillhörigheten istället släktet ogräsmållor och familjen amarantväxter. Enligt den svenska rödlistan är arten akut hotad i Sverige. Arten förekommer i Götaland samt tillfälligtvis även i Svealand, Nedre Norrland och Övre Norrland. Arten har tidigare förekommit på Gotland men är numera lokalt utdöd. Artens livsmiljö är stadsmiljö, jordbrukslandskap. Utöver nominatformen finns också underarten C. v. incisum. Stinkmållans blad, särskilt när de krossas, har en lukt som påminner om torkad fisk.

## Bildgalleri

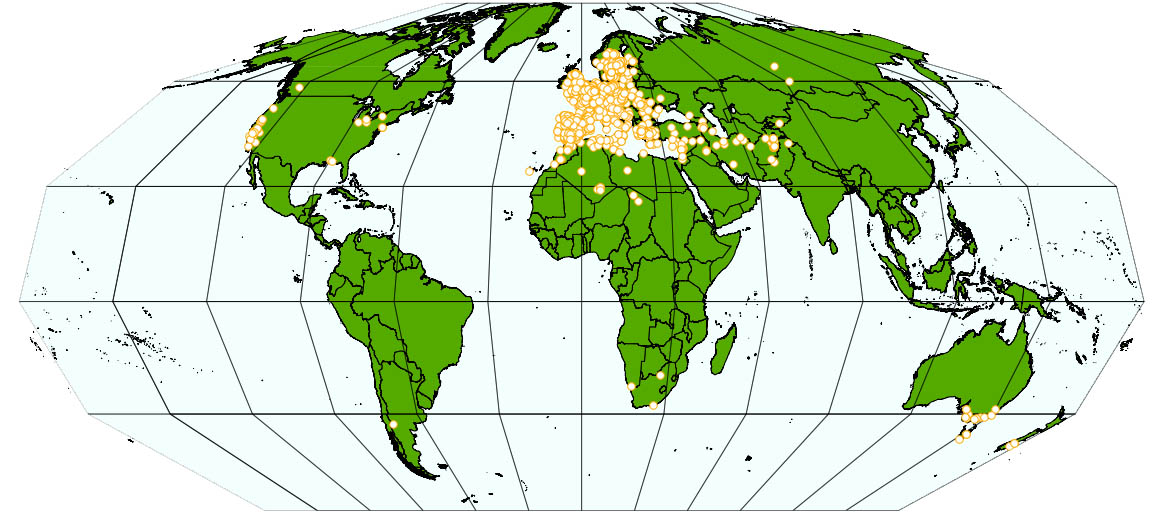
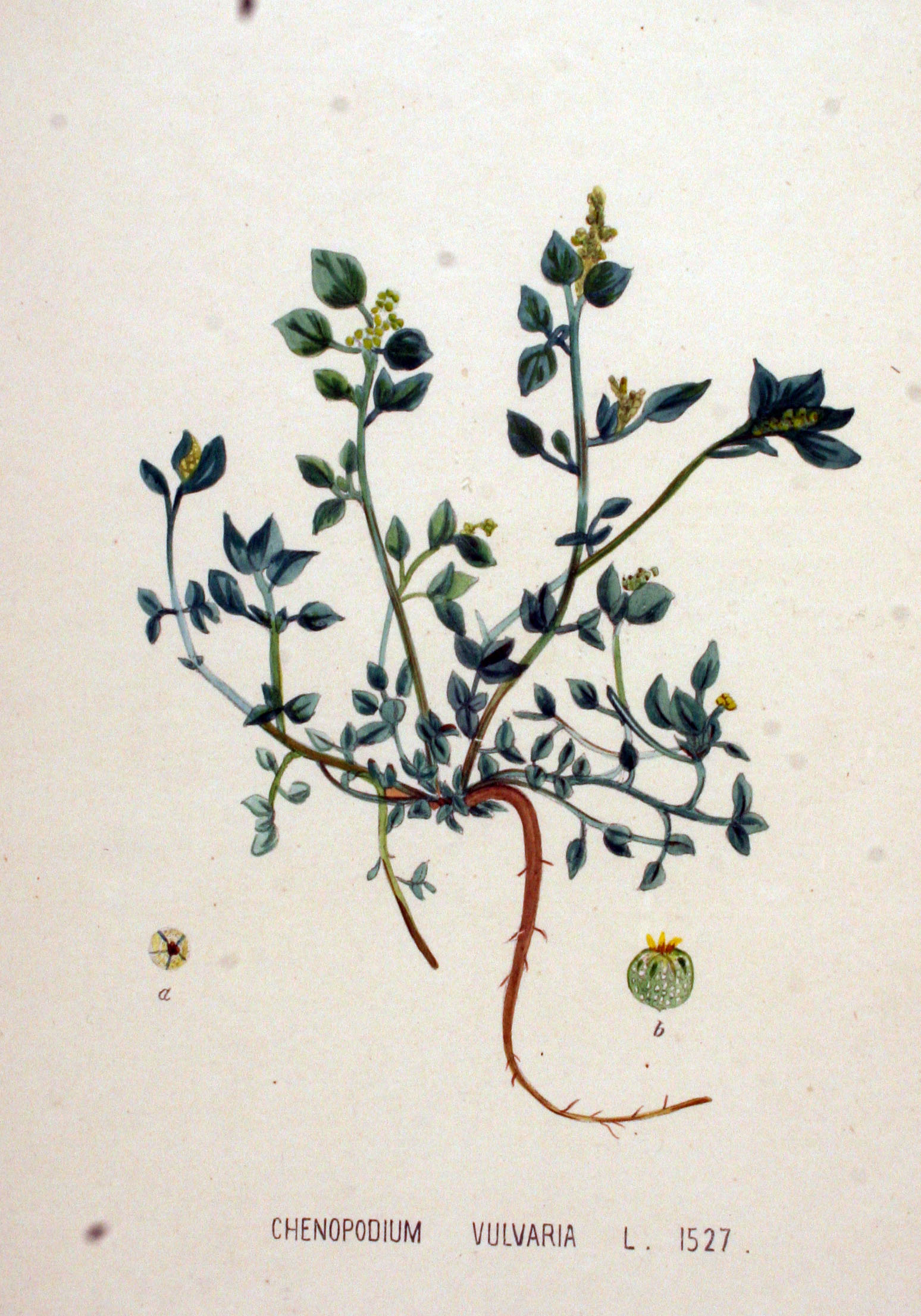